# Guilherme I Salúsio IV de Cagliari
Guilherme I Salúsio IV (1160–1214) foi um Juíz de Cagliari entre 1188 e a sua morte. 

## Biografia

### Primeiros anos

O possível brasão dos juízes de Cagliari

Belicoso e implacável contra os seus inimigos, foi um dos mais importantes juízes sardos e um grande protagonista da história de toda a "área do Tirreno, na viragem do século XII para o século XIII. Ele também era um homem de cultura e conhecia o famoso trovador occitano Peire Vidal, que lhe dedicou o sirventés " Pos ubert para mon ric tezaur" (a un Marques de Sardenha / Q'ab joi viu ab sen regna'  -  ao Marquês de Sardenha / vivendo com alegria e sabedoria reina )".
Sobrinho do seu predecessor, Pedro Torquitório III de Cagliari, a sua mãe era Georgina de Lacon-Gunale, filha mais nova de Constantino II Salúsio III de Cagliari), enquanto o seu pai era o nobre Oberto Obertenghi, Marquês de  Massa e Córsega. Com ele começou a nova Dinastia de Lacon-Massa, que se extinguirá com seus netos. 

### O reinado de Guilherme I
Em 1188, falecia o seu tio Pedro Torquitório III, e Guilherme, como parente mais próximo, foi eleito seu sucessor. O seu reinado foi marcado por guerras contínuas com os outros julgados sardos. Primeiro, ele atacou o Julgado de Logudoro (1194), governado na época por Constantino II, ocupando o castelo Goceano, onde aprisionou a catalã Prunisinda, esposa de Constantino. Apesar da pressão do Papa Celestino III para a sua libertação, ela acabou por morrer de subnutrição e fome no ano seguinte, 1195, em Santa Igia. Mais tarde, ele declarou guerra ao Julgado de Arborea e em 1198, depois de derrotar em batalha Pedro I de Arborea e o seu primo e cogovernante Hugo I) arrasou a cidade de Oristano, capital do território, queimando-a e forçando o clero e as pessoas a reconhecê-lo como seu soberano. Guilherme subiu assim ao trono de Arborea, unindo  de facto  os dois reinos (ou julgados). 

Os julgados sardos.

A curatoria de Marmilla, fez acordo com Guilherme e Hugo I de Arborea e, em 1206, este casava-se com Preciosa, sua filha. O reino seria retomado por Hugo, mas com supervisão do sogro.  
Enquanto isso, em 1204 ocupava temporariamente o Julgado de Gallura (na época com problemas de sucessão), mas foi parado pelo Papa Inocêncio III. Nessa altura Helena de Gallura resolveu o conflito escolhendo para marido, de livre e espontânea vontade, o pisano Lamberto Visconti, que se tornou no novo juíz de Gallura e que expulsou o segundo e último ataque de Guilherme sobre Gallura.

### Morte
Em 1213 foi derrotado na batalha pelos Visconti pisanos no Rio Frigido perto de Massa, na Toscana. Esta derrota colocou um fim nas suas esperanças de consolidação de um único Estado na ilha sarda e manter o controlo sobre as suas posses continentais no Tirreno, herdadas do pai.
Guilherme morreu em 1214 e assumiu o trono a filha Benedita e o seu marido Barisão II de Arborea, que tomará o nome Barisão Torquitório IV. 

## Casamento e descendência
Guilherme casou duas vezes: da sua primeira esposa, Adelaide Malaspina, teve três filhas:
- Benedita, sua herdeira  e sucessora, que em 1214 casou com Barisão Torquitório IV de Cagliari e II de Arborea, filho de Pedro I de Arborea.
- Inês, casou com Mariano II de Torres; regente de Cagliari, um dos seus filhos era Adelásia de Torres;
- uma filha de nome desconhecido;

Da sua segunda esposa, Guisiana de Capraia, Guilherme teve pelo menos uma filhaː
- Preciosa (f.depois de 1237), casada com Hugo I de Arborea.